# St Michael South Elmham
St Michael South Elmham est un village et une paroisse civile du Suffolk, en Angleterre.